# Слоут (зупинний пункт)
Сло́ут — пасажирський залізничний зупинний пункт Конотопської дирекції Південно-Західної залізниці на лінії Макове — Баничі.
Розташований неподалік від села Долина Глухівського району Сумської області між станціями Макове (13 км) та Глухів (19 км).
Станом на початок 2018 р. на платформі не зупиняються дизельпоїзди.